# Rhys Mannion
Rhys Mannion, född i augusti 2002, är en irländsk skådespelare.
Mannion har bland annat medverkat i TV-serien Clean Sweep från 2023. Han har även medverkat i filmerna It Is in Us All från 2022 och Freud's Last Session från 2022 med planerad premiär i december 2023.

## Filmografi (i urval)
- 2022: It Is in Us All
- 2022: Freud's Last Session
- 2023: Clean Sweep